# El detectiu Conan: One-eyed Flashback
El detectiu Conan: One-eyed Flashback (en japonès, 名探偵コナン 隻眼の残像; transcrit com a Meitantei Konan Sekigan no Furasshubakku) és una pel·lícula anime de misteri japonesa dirigida per Katsura Shigehara, en el seu debut com a director. És la vint-i-vuitena entrega de la saga de pel·lícules d'El detectiu Conan basada en el manga homònim de Gosho Aoyama, després de la pel·lícula The Million Dollar Pentagram (2024). La pel·lícula es va estrenar al Japó el 18 d'abril de 2025. S'ha doblat al català.

## Repartiment
| Personatge              | Intèrpret de veu   |
| ----------------------- | ------------------ |
| Conan Edogawa           | Minami Takayama    |
| Ran Mōri                | Wakana Yamazaki    |
| Kogorō Mōri             | Rikiya Koyama      |
| Ai Haibara              | Megumi Hayashibara |
| Kansuke Yamato          | Yūji Takada        |
| Takaaki Morofushi       | Show Hayami        |
| Yui Uehara              | Ami Koshimizu      |
| Hyōe Kuroda             | Yukimasa Kishino   |
| Rei Furuya / Tōru Amuro | Takeshi Kusao      |
| Yuya Kazami             | Nobuo Tobita       |
| Koji "Wani" Sametani    | Hiroaki Hirata     |
| Hiroshi Agasa           | Kenichi Ogata      |
| Ayumi Yoshida           | Yukiko Iwai        |
| Genta Kojima            | Wataru Takagi      |
| Takagi Wataru           | Wataru Takagi      |
| Mitsuhiko Tsuburaya     | Ikue Ōtani         |
| Omoto Takashi           | Takayuki Yamada    |
| Marui Madoka            | Mizuki Yamashita   |

## Promoció
La pel·lícula es va anunciar el 3 de desembre de 2024. L'equip de la pel·lícula també es va revelar aquell dia: Tatsuya Shigehara en seria el director amb un guió a càrrec de Takeharu Sakurai, que anteriorment va escriure diverses pel·lícules d'El detectiu Conan.